# Armadillo de tres bandes brasiler
L'armadillo de tres bandes brasiler (Tolypeutes tricinctus) és una espècie d'armadillo tolipeutí endèmic del Brasil. És una de les dues úniques espècies d'armadillo que es pot enrotllar en forma de bola per protegir-se. Ha sofert un declivi del 30% en població al llarg dels últims deu anys.